# 諾伊訥山
46°37′49″N 11°58′54″E / 46.63028°N 11.98167°E

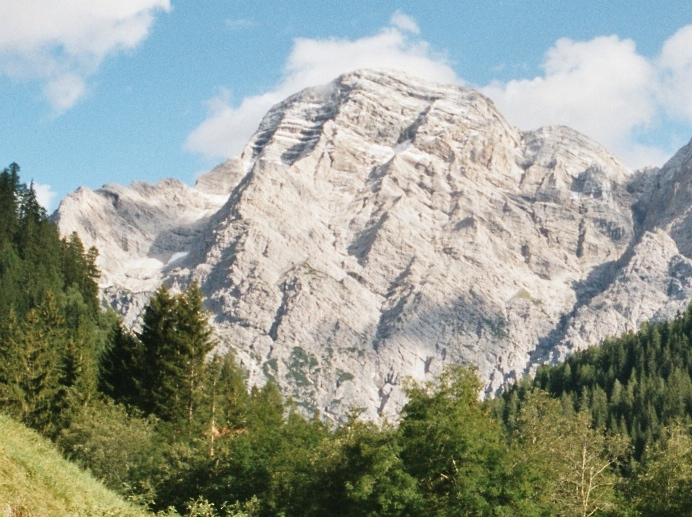

諾伊訥山（義大利語：Cima Nove），是意大利的山峰，位於該國東北部，由博爾扎諾-南蒂羅爾自治省負責管轄，屬於法內斯山脈的一部分，距離采訥山1.7公里，海拔高度2,968米。